# Shine (album Meredith Brooks)
Shine è il quarto album della cantautrice statunitense Meredith Brooks, pubblicato nel 2004.

## Tracce
1. "Shine" (Brooks, Darling, Peiken) – 3:22
2. "Crazy" (Brooks, Rhodes) – 3:52
3. "Lucky Day" (Brooks, Rhodes) – 3:33
4. "Where Lovers Meet" (Brooks) – 3:51
5. "Bad Bad One" (Brooks, Trudeau) – 4:45
6. "You Don't Know Me" (Brooks, Goldo, Trudeau) – 4:28
7. "Pleasure" (Brooks) – 4:25
8. "Pain" (Berg, Brooks, Rhodes) – 3:35
9. "Walk Away" (Brooks) – 4:30
10. "Your Name" (Brooks) – 5:20
11. "High" (Brooks) – 3:23
12. "Stand" (Brooks) – 5:12
13. "Shine" (Dr. Phil remix) (Brooks, Darling, Peiken) – 2:01